# 桜井奈々
桜井 奈々（さくらい なな、1982年10月24日 - ）は、東京都あきる野市生まれ。

## 人物・来歴
高校時代に、児童劇団に入団。その後、舞台、映画、モデル等様々なジャンルの出演経験を積む。
2011年から、弁当のコツやオススメのレシピを紹介する「お弁当教室」を不定期開催。また、発達障害児を持つ母。Amebaオフィシャルblogフォロワー10万人の主婦ブロガーとして活動中。